# Roachdale
Roachdale est une municipalité située dans le comté de Putnam, dans l’État de l'Indiana, aux États-Unis. Lors du recensement de 2020, elle comptait 840 habitants.